# Messehallen (métro de Hambourg)
 (juin 2023).
Si vous disposez d'ouvrages ou d'articles de référence ou si vous connaissez des sites web de qualité traitant du thème abordé ici, merci de compléter l'article en donnant les références utiles à sa vérifiabilité et en les liant à la section « Notes et références ».
Messehallen (en allemand : U-Bahnhof Messehallen) est une station de la ligne U2 du métro de Hambourg. Elle se situe dans le quartier de Neustadt, dans l'arrondissement de Mitte. L'arrêt Messehallen se trouve à peu près à la frontière entre les quartiers de St. Pauli et Neustadt. La parc des expositions de Hambourg se situe au nord de la station.

## Situation sur le réseau

Plans des lignes
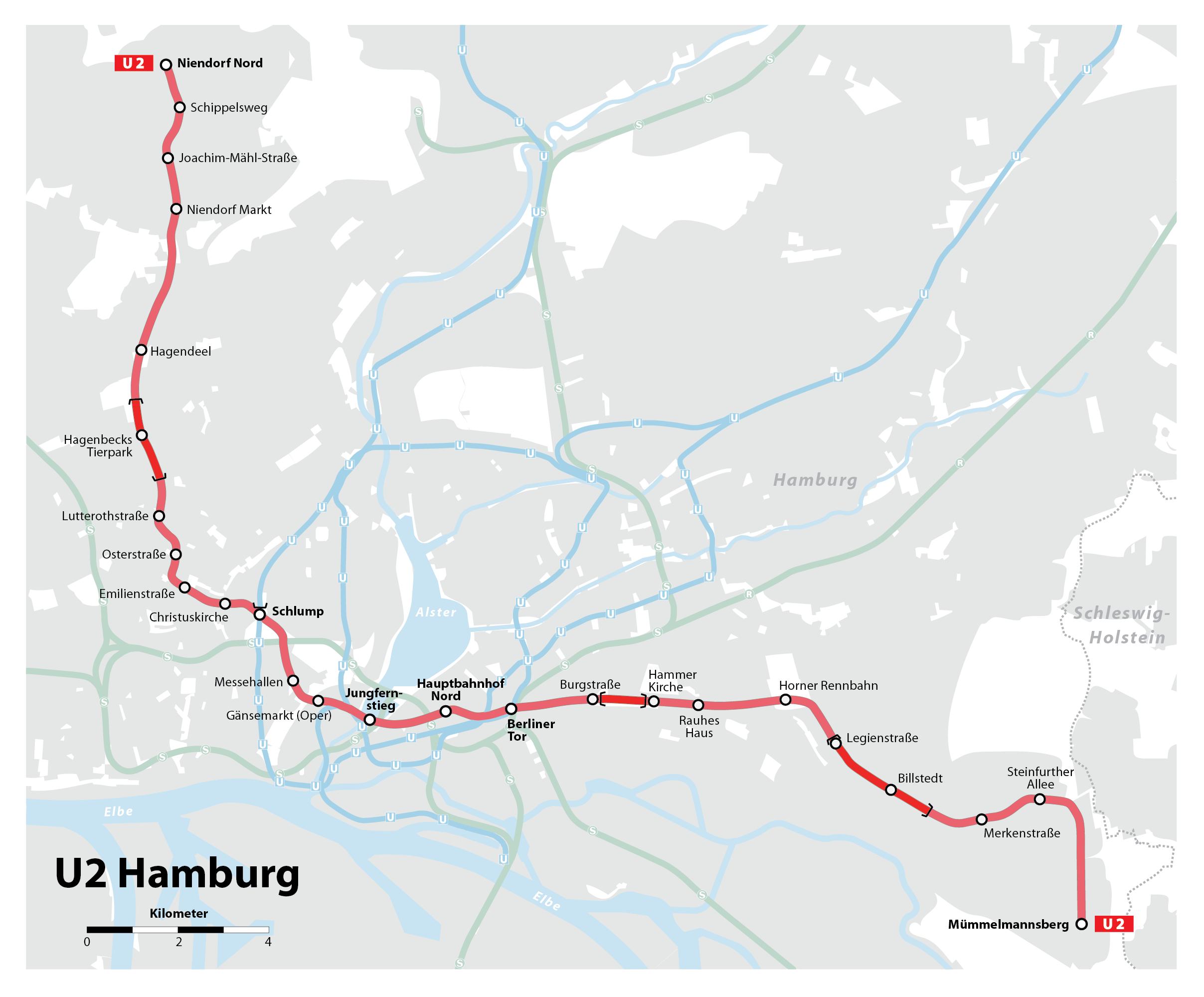
Ligne U2.

## Histoire
La station est construite dans le cadre de l'itinéraire urbain du U2 entre Schlump et Berliner Tor dans les années 1960. L'ouverture a lieu le 31 mai 1970. Jusqu'à l'achèvement de la jonction de transport en commun rapide de Jungfernstieg en 1973, qui permet le passage de la U2, une ligne de banlieue "U22" desservait la station de métro Messehallen entre Schlump et Gänsemarkt.
La station est entièrement rénovée en 2007 et 2008. La conception originale est en grande partie conservée.

## Architecture
Les trains s'arrêtent dans deux tubes de plate-forme adjacents, chacun d'un diamètre de 7 m, qui sont reliés entre eux par plusieurs percées. La même construction se trouve à la gare voisine de Gänsemarkt. Pour une meilleure différenciation, le tube de Messehallen a une bande verte, tandis que Gänsemarkt a une bande orange.

## Services aux voyageurs

### Accès et accueil
Il y a des entrées aux deux extrémités des tubes, elles sont principalement réalisées sous forme d'escalators et mènent à des mezzanines.
Elle se situe à une grande profondeur, environ 26 mètres sous le niveau du sol. Les trois escaliers mécaniques sont les plus longs du métro allemand, chacun mesure 40 m de long et ont 208 marches.
La gare est accessible sans obstacle via un ascenseur incliné jusqu'à l'extrémité nord du quai.

### Intermodalité
La station est en correspondance avec les lignes de bus 3, X35, 112, 602, 688.